# Старовляни
Старовляни (пол. Starowlany) — село в Польщі, у гміні Кузьниця Сокульського повіту Підляського воєводства.
Населення — 131 особа (2011).
У 1975-1998 роках село належало до Білостоцького воєводства.

## Демографія
Демографічна структура станом на 31 березня 2011 року:
|          | Загалом | Допрацездатний вік | Працездатний вік | Постпрацездатний вік |
| -------- | ------- | ------------------ | ---------------- | -------------------- |
| Чоловіки | 72      | 15                 | 46               | 11                   |
| Жінки    | 59      | 7                  | 33               | 19                   |
| Разом    | 131     | 22                 | 79               | 30                   |